# Оптиметр
Оптиметр - измерительный инструмент (прибор) для относительных линейных измерений малых значений с использованием оптических рычагов.
Оптиметры бывают вертикальные, горизонтальные. Существуют оптические длиномеры, измерительные машины, интерферометры, оптические линейки и инструментальные микроскопы.
Оптиметры используют с концевыми мерами длины, по которым его устанавливают. Разницу между установленным и измеренным размером отсчитывают по шкале прибора.
Цена деления оптиметра обычно 1 мкм, ультраоптиметра - 0,2 мкм.
Сочетание оптического рычага и пружинной передачи (в приборе "МикроЗИС") позволяет получить меру деления до 0,1 мкм.